# Chilon royi
Chilon royi is een hooiwagen uit de familie Assamiidae.